# Kárpátaljai Határmenti Önkormányzatok Társulása
A Kárpátaljai Határmenti Önkormányzatok Társulása (KHÖT) jelentős szereplője Ukrajna Kárpátalja régiójának. A szervezet a határ menti települések érdekeit képviseli, különös tekintettel azokra a településekre, ahol a magyar lakosság többségben van. A "határmenti" jelző hangsúlyozza, hogy a társulás tevékenysége és célkitűzései szorosan kapcsolódnak a régió földrajzi elhelyezkedéséhez. Ez a fókusz kihat a KHÖT által végzett munkára, különösen a határon átnyúló együttműködések és a határsávra vonatkozó speciális szabályozások terén. A társulás kiemelt figyelmet fordít a többségében magyar lakossággal rendelkező települések érdekeinek védelmére. Ez a kettős célkitűzés – a határ menti települések általános képviselete és a magyar etnikai kisebbség érdekeinek előtérbe helyezése – komplex dinamikát eredményezhet Ukrajna szélesebb politikai környezetében.

## Története
A Kárpátaljai Határmenti Önkormányzatok Társulása 2000-ben alakult meg, hivatalos bejegyzésére pedig 2001 februárjában került sor. A szervezet a Magyar Értelmiségiek Kárpátaljai Közössége (MÉKK) által 1994-ben Tóth Mihály parlamenti képviselő kezdeményezésére létrehozott Magyar Önkormányzati Fórum jogutódjaként jött létre. Ez a jogutódlás arra enged következtetni, hogy a KHÖT egy korábbi kezdeményezésből nőtte ki magát, valószínűleg a millennium környékén bekövetkezett változások hatására. A társulás első elnöke Nuszer Ernő volt, aki akkor a Kárpátaljai Megyei Tanács elnökhelyettesi tisztségét töltötte be. Őt 2006-ban Gajdos István, Beregszász város polgármestere váltotta fel. Az, hogy a társulás első elnöke egy magas rangú megyei tanácsi képviselő volt, rávilágít a KHÖT kezdeti beágyazottságára a régió politikai struktúrájába. Gajdos István polgármesteri tisztsége pedig a helyi önkormányzatokkal való szoros kapcsolatot erősítette. 2011-ben a KHÖT megtartotta XIX. Fórumát, ami arra utal, hogy a szervezetnek már a korai évektől kezdve hagyománya volt a rendszeres találkozók és megbeszélések szervezésének.
A 2015-ben kezdődött ukrajnai decentralizációs reform jelentős hatással volt Kárpátalja közigazgatási felépítésére, csökkentve a helyi önkormányzatok és járások számát. A korábbi 337 helyi önkormányzatból 64 kistérség alakult, a 13 járás helyett pedig 6 maradt (Beregszászi, Huszti, Munkácsi, Rahói, Técsői és Ungvári). Az újonnan létrejött közigazgatási egységekben a magyar nemzetiségűek aránya jelentősen csökkent, és megszűnt az ország egyetlen magyar többségű járása is. Mindazonáltal Beregszász központtal megmaradt egy közigazgatási egység, amelynek létrejöttében nagy szerepet játszott a megyei tanács KMKSZ-frakciójának munkája. A decentralizációs reform ellenére a magyar politikai képviselet továbbra is jelen van a régióban, hiszen a reform eredményeként 12 magyar érdekeltségű kistérség jött létre, és további 8 kistérségben van magyar politikai érdekképviselet. A közigazgatási reform jelentős változásokat hozott a régióban, és a KHÖT-nek is alkalmazkodnia kellett az új helyzethez a tagönkormányzatok képviselete és érdekeinek érvényesítése terén.

## Célok és feladatok
A KHÖT elsődleges célja a kárpátaljai határ menti települések érdekeinek védelme, különös hangsúlyt fektetve a többségében magyar lakossággal rendelkezőkre. A szervezet figyelemmel kíséri Ukrajna jogalkotási folyamatait, különösen azokat a reformokat, amelyek érintik a helyi önkormányzatokat. A KHÖT kiemelten fontosnak tartja, hogy a tervezett közigazgatási reformok során figyelembe vegyék a lakosság etnikai összetételét, és olyan közigazgatási egységek jöjjenek létre, amelyek tiszteletben tartják a szubszidiaritás és az önkéntesség elvét, valamint képviselik a lakosság érdekeit. A társulás támogatja egy olyan járás létrehozását a decentralizációs folyamat keretében, amely magában foglalja a magyar lakosságú településeket. Ez a törekvés a magyar közösség politikai súlyának megőrzését célozza a megváltozott közigazgatási struktúrában.
A 2011-es kézikönyv szerint a KHÖT céljai közé tartozott az innovatív vidéki közösségek kialakulásának elősegítése, az együttműködési képességek és a szervezettség javítása, a vidékfejlesztés társadalmi-gazdasági szerepének erősítése, a vidék gazdaságának fellendítésének és a munkalehetőségek bővülésének támogatása, a fejlesztési forrásokhoz való hozzáférés elősegítése, a vidék értékeinek és kultúrájának megismertetése, információszolgáltatás, tapasztalatcsere, valamint különféle rendezvények és programok szervezése. Ezek a célkitűzések a társulás hosszú távú elkötelezettségét tükrözik a régió átfogó fejlesztése iránt, a gazdasági, társadalmi és kulturális területeken egyaránt.
Az orosz-ukrán háború kitörése óta a KHÖT jelentős szerepet vállal a humanitárius segítség koordinálásában és szervezésében, támogatást nyújtva a bajbajutott ukránoknak. A szervezet segíti a különböző egészségügyi intézményeket és gyermekotthonokat is. A KHÖT a Beregszászi Járási Máltai Szeretetszolgálattal együttműködve segélyszállítmányokat indít útnak Harkivba és más rászoruló területekre, élelmiszert, higiéniai termékeket és ruházatot tartalmazva. A háborús helyzetre való gyors reagálás és a humanitárius segítségnyújtás a társulás alkalmazkodóképességét és a közösség iránti elkötelezettségét bizonyítja. A KHÖT emellett aktívan képviseli a határ menti övezetben élők érdekeit, így Babják Zoltán elnök levélben fordult Ukrajna miniszterelnökéhez a határzónában tartózkodók engedélyeztetésének szabályozása ügyében. A társulás részt vett a határzónákra vonatkozó szabályok módosításával kapcsolatos megbeszéléseken is Beregszászon.

## Szervezeti felépítés és tagok
A Kárpátaljai Határmenti Önkormányzatok Társulását 2000-ben 55 önkormányzat alapította, az alakuló ülésen 47 polgármester vett részt. A társulás elnöke  Babják Zoltán, Beregszász polgármester volt. Rezes József 2021-ben és 2023-ban a KHÖT igazgatójaként szerepelt, aki gyakran nyilatkozott a szervezet nevében. A decentralizációs reformok (2015-2020) következtében az önkormányzatok nagyobb kistérségekbe tömörültek. A reform eredményeként 12 magyar érdekeltségű kistérség jött létre, és további 8 kistérségben van magyar politikai képviselet. A 2011-es kézikönyv szerint a KHÖT vezetősége folyamatos kapcsolatot tart a képviselőkkel és polgármesterekkel, koordinálva a mozgalom tevékenységét, érdekegyeztető, információs és javaslattevő szervként működve.
Az elnök (Babják Zoltán)  a társulás képviseletében és stratégiai irányításában játszik kulcsszerepet, míg az igazgató (Rezes József) a napi operatív feladatokért és a kommunikációért felelős. A kezdeti nagyszámú tagönkormányzat (55) és a későbbi konszolidáció a kistérségekbe jelentős változást jelentett a KHÖT tagságának szerkezetében. Ez a változás valószínűleg kihatott a társulás működésére és arra, hogyan képviseli tagjait. 2025.május 23-án tartotta tisztújító közgyűlését a Kárpátaljai Határmenti Önkormányzatok Társulása (KHÖT) a makkosjánosi Helikon Hotelben. A tanácskozást Babják Zoltán, a KHÖT elnöke és a Beregszászi kistérség polgármestere vezette. Az ülésen a megye magyar többségű településeinek önkormányzati képviselői vettek részt, hogy számot vessenek az elmúlt időszak eredményeivel, megvitassák a legsürgetőbb kihívásokat, és közösen kijelöljék a következő időszak teendőit. Az eseményen jelen voltak Kárpátalja több magyar szervezetének vezetői is. A hivatalos napirend ismertetése után a jelenlévők elfogadták a tervezett pontokat, majd megválasztották a közgyűlés titkárát. Ezt követően Babják Zoltán elnöki beszámolója következett.
Az elnök elmondta, a rendezvény célja az, hogy a kárpátaljai magyar önkormányzatok vezetői személyesen találkozhassanak, eszmecserét folytathassanak és megvitassák az őket érintő legaktuálisabb kérdéseket. „Hiszem, hogy a mai találkozón olyan témák is terítékre kerülnek, amelyek alapvetően fontosak a sikeres munkavégzéshez” – fogalmazott a vezető.
Babják Zoltán részletes beszámolót tartott a térség önkormányzatainak helyzetéről. Kiemelte: az elmúlt évek rendkívül nehéz körülmények között teltek, a Covid-járvány, majd a 2022-ben kirobbant háború új és összetett kihívások elé állította a helyhatóságokat. „Soha nem volt ilyen nehéz polgármesternek lenni ebben az országban. Ma már nemcsak közösségi feladatokat látunk el, hanem a haza boldogulásáért is felelősséget kell vállalnunk” – hangsúlyozta. A polgármester beszámolt arról is, hogy a háborús helyzet súlyosan érintette a települések működését: az állami támogatások csökkentek, a napi fenntartási költségek megnőttek, a törvényi környezet pedig egyre kiszámíthatatlanabbá vált.
A jövő feladatai között kiemelte az önkormányzati autonómia megőrzését, a magyar–ukrán kormányzati kapcsolatok szorosabbra fűzését, a fiatalok helyben tartását célzó programok kidolgozását, valamint az infrastrukturális, oktatási és kulturális projektek támogatását.

## Tevékenységek és projektek
A KHÖT partnerként vesz részt a Planning4U projektben, amely egy EU által finanszírozott kezdeményezés a magyar-román-ukrán határtérség intézményi és gazdasági kapcsolatainak megerősítésére, valamint Ukrajna uniós felkészülésének elősegítésére. A projekt eredményeként 14 kárpátaljai kistérségi fejlesztési terv készül el. A KHÖT részt vesz a PRE_SAFE projektben is, amely a határ menti önkéntes katasztrófaelhárító szervezetek közötti együttműködésre összpontosít. A háború idején a KHÖT aktívan részt vesz a humanitárius segély koordinálásában és elosztásában, beleértve élelmiszert, higiéniai termékeket és ruházatot. A szervezet szorgalmazta a határsávengedélyezési szabályok módosítását, és levélben fordult Denisz Smihal ukrán miniszterelnökhöz a határ menti lakosok érdekében. A KHÖT részt vett a határzónákra vonatkozó szabályok módosításával kapcsolatos megbeszéléseken Beregszászon.
A múltban (2006-2011) a KHÖT internetprogramot működtetett, amely számos magyar lakta települést kapcsolt be az internetbe, és ingyenes hozzáférést biztosított fontos közösségi szereplőknek. A társulás nemzeti és címeres zászló programot is működtetett, valamint kétnyelvű (ukrán-magyar) üdvözlőtáblákat készíttetett és állított fel 38 településen. A KHÖT nemzetközi tudományos és szakmai konferenciákat is szervezett, például a határon átnyúló együttműködésben a kiberbiztonságról szólót. A szervezet együttműködik a Nemzetstratégiai Kutatóintézettel (NSKI) olyan projektekben, mint a Planning4U és a PRE_SAFE, valamint a Beregszászi Járási Máltai Szeretetszolgálattal a humanitárius segítségnyújtás terén. A KHÖT sokrétű tevékenysége a régió fejlesztésére irányul, a stratégiai tervezéstől a sürgősségi segítségnyújtásig. A korábbi időszakban a társulás az infrastruktúra és a közösségfejlesztés terén végzett jelentős munkát, míg az utóbbi években a háborús helyzet miatt a humanitárius segítség és az érdekvédelem vált hangsúlyosabbá.

## Kapcsolatok
A KHÖT közvetlen kapcsolatot tart az ukrán kormánnyal, amit a Denisz Smihal miniszterelnökhöz intézett levél is bizonyít. A szervezet partnerségben áll a Nemzetstratégiai Kutatóintézettel (NSKI) különböző határon átnyúló projektekben. A humanitárius segítségnyújtás terén a KHÖT együttműködik a Beregszászi Járási Máltai Szeretetszolgálattal. A Planning4U és PRE_SAFE projektek az Interreg VI-A NEXT Magyarország–Szlovákia–Románia–Ukrajna 2021–2027 Program keretében valósulnak meg. A KHÖT oktatási intézményekkel is együttműködik, például a II. Rákóczi Ferenc Kárpátaljai Magyar Főiskolával, közös rendezvények, például a kiberbiztonsági konferencia szervezésében. A 2011-es kézikönyv említést tesz a magyarországi és más EU-tagállamokbeli testvértelepülésekkel való együttműködésről is. A KHÖT kiterjedt kapcsolati hálója lehetővé teszi számára, hogy hatékonyan képviselje tagjai érdekeit és valósítsa meg célkitűzéseit. A közvetlen kormányzati kapcsolatok magas szintű érdekérvényesítést tesznek lehetővé, míg a magyarországi partnerségek erőforrásokat és szakértelmet biztosítanak. Az EU-s programokban való részvétel pedig nemzetközi együttműködési kereteket és finanszírozási lehetőségeket nyit meg.

## Elnökök
Az alábbi táblázat a Kárpátaljai Határmenti Önkormányzatok Társulásának ismert elnökeit sorolja fel:
| Elnök neve    | Hivatali ideje (ismert) |
| Nuszer Ernő   | 2001 előtt – 2006       |
| Gajdos István | 2006 – 2015             |
| Babják Zoltán | 2015 eleje              |

Nuszer Ernő volt a KHÖT első elnöke, aki 2006-ig töltötte be ezt a tisztséget. Őt követte Gajdos István, aki 2006-tól volt az elnök]. 2014 elején Babják Zoltán töltötte be az elnöki pozíciót. A társulás története során legalább három elnöke volt, ami a szervezet vezetői folytonosságát és fejlődését tükrözi.